# Saanen
Saanen (en francés Gesseney) es una comuna suiza del cantón de Berna, capital del distrito administrativo de Obersimmental-Saanen. Limita al norte con las comunas de Charmey (FR) y Jaun (FR), al este con Boltigen, Zweisimmen, Sankt Stephan y Lenk im Simmental, al sur con Lauenen y Gsteig bei Gstaad, y al oeste con Château d'Œx (VD) y Rougemont (VD).
Forman parte de la comuna las localidades de Abländschen, Bissen, Ebnit, Gruben, Grund, Gstaad, Kalberhöni, Saanen, Saanenmöser, Schönried y Turbach. Hasta el 31 de diciembre de 2009 capital del distrito de Saanen.

## Turismo
- Gstaad: La famosa estación de deportes de invierno se encuentra dentro de esta comuna.
- Iglesia de Saanen: Reconstruida  en 1444-1447 en estilo gótico tardío con una impresionante torre hexagonal y campanario con cubierta de madera

## Ciudades hermanadas
- Cannes (Francia)
- Darmstadt (Alemania)
- La Masana (Andorra)

## Personajes ilustres y reconocidos
- Gjon's Tears, cantante conocido mundialmente por su participación en Eurovisión 2021 con la canción "Tout l'univers", que alcanzó la tercera posición en la final con 432 puntos, teniendo por delante sólo a Francia (representada por Barbara Pravi) e Italia (país que consiguió su tercera victoria con la banda Måneskin).